# Prezydent Bułgarii
Prezydent Bułgarii (bułg. Президент на България) – głowa państwa Bułgarii.
Obecnym i szóstym prezydentem Bułgarii jest Rumen Radew, który objął urząd 22 stycznia 2017.

## Oficjalna rezydencja

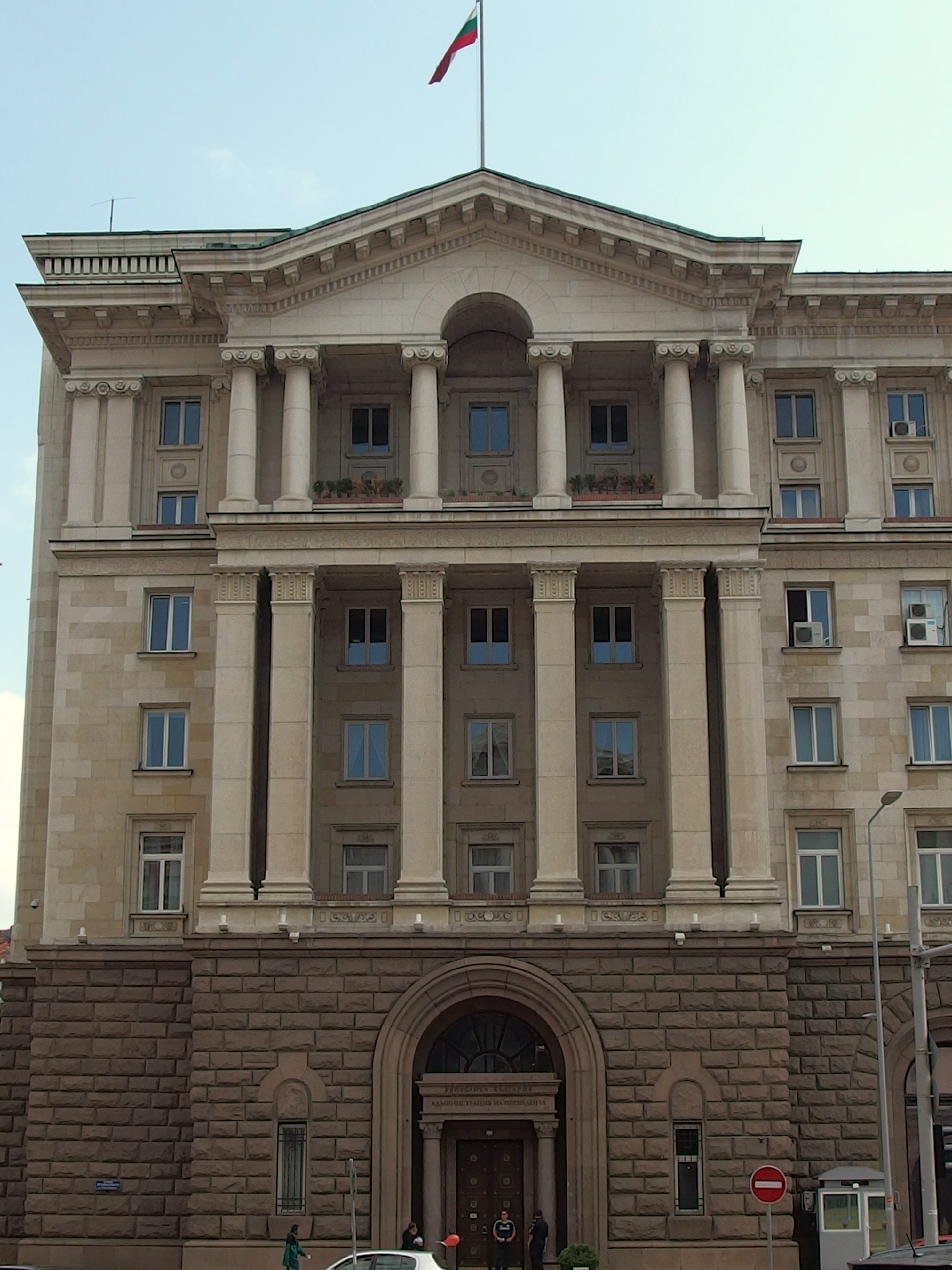
Biuro prezydenta w Sofii

Siedziba prezydenta znajduje się w stolicy kraju – Sofii.

## Wybory

### Kandydaci
Kandydatem na urząd prezydenta Bułgarii może zostać:
- osoba, która od urodzenia posiada obywatelstwo Bułgarii,
- osoba, która najpóźniej w dniu wyborów ukończy 40. rok życia,
- osoba, która żyła na terenie kraju przez 5 lat poprzedzających wybory,
- osoba, która spełnia wymienione w ustawie wymagania kandydowania do Zgromadzenia Narodowego.

Zgodnie z Konstytucją Bułgarii, żadna osoba nie może pełnić urzędu prezydenta Bułgarii dłużej niż przez dwie pięcioletnie kadencje.

### Głosowanie
Jeżeli żaden z kandydatów nie uzyska w pierwszej turze głosowania ponad 50% głosów, 14 dni później odbywa się druga tura, do której przechodzi dwójka kandydatów, która otrzymała najwięcej głosów w pierwszej turze.

### Odwołanie ze stanowiska

#### Immunitet
Prezydent oraz wiceprezydent cieszą się pełnym immunitetem. Nie jest możliwe ich zatrzymanie, a także sądzenie za żadne przestępstwo.

### Impeachment
Jedynym organem zdolnym do usunięcia prezydenta z urzędu jest Trybunał Konstytucyjny w drodze procedury impeachmentu. Impeachment można zastosować tylko w przypadku zdrady stanu lub złamania Konstytucji Bułgarii.
Do rozpoczęcia procedury wymagane jest złożenie oskarżenia przez 25% członków Zgromadzenia Narodowego, po czym musi one zostać przegłosowane większością kwalifikowaną wynoszącą 2/3 deputowanych. Po przegłosowaniu oskarżenia, Trybunał Konstytucyjny ma 30 dni na rozpatrzenie aktu oskarżenia.

## Sukcesja
Jeżeli urząd prezydenta zostanie opróżniony przed upływem kadencji, prezydentem zostają kolejno:
1. Wiceprezydent Bułgarii
2. Przewodniczący Zgromadzenia Narodowego
3. Premier Bułgarii

## Lista osób pełniących funkcję prezydenta
- tymczasowo

| #                   | Imię i Nazwisko                              | Portret   | Kadencja         | Kadencja         | Partia polityczna | Partia polityczna | Wiceprezydent            |
| #                   | Imię i Nazwisko                              | Portret   | Od               | Do               | Partia polityczna | Partia polityczna | Wiceprezydent            |
| ------------------- | -------------------------------------------- | --------- | ---------------- | ---------------- | ----------------- | ----------------- | ------------------------ |
| Prezydent Republiki |                                              |           |                  |                  |                   |                   |                          |
| 1                   | Petyr Mładenow Петър Младенов (1936–2000)    |           | 3 kwietnia 1990  | 6 lipca 1990     |                   | BSP               | brak (urząd nie istniał) |
| –                   | Stanko Todorow Станко Тодоров (1920–1996)    |           | 6 lipca 1990     | 17 lipca 1990    |                   | BSP               | brak (urząd nie istniał) |
| –                   | Nikołaj Todorow Николай Тодоров (1921–2003)  |           | 17 lipca 1990    | 1 sierpnia 1990  |                   | BSP               | brak (urząd nie istniał) |
| 2                   | Żelu Żelew Желю Желев (1935–2015)            |           | 1 sierpnia 1990  | 22 stycznia 1997 |                   | ZSD               | Semerdżiew               |
| 2                   | Żelu Żelew Желю Желев (1935–2015)            | Dimitrowa | 1 sierpnia 1990  | 22 stycznia 1997 |                   | ZSD               |                          |
| 2                   | Żelu Żelew Желю Желев (1935–2015)            | wakat     | 1 sierpnia 1990  | 22 stycznia 1997 |                   | ZSD               |                          |
| 3                   | Petyr Stojanow Петър Стоянов (ur. 1952)      |           | 22 stycznia 1997 | 22 stycznia 2002 |                   | ZSD               | Kawałdżiew               |
| 4                   | Georgi Pyrwanow Георги Първанов (ur. 1957)   |           | 22 stycznia 2002 | 22 stycznia 2012 |                   | BSP               | Marin                    |
| 5                   | Rosen Plewneliew Росен Плевнелиев (ur. 1964) |           | 22 stycznia 2012 | 22 stycznia 2017 |                   | GERB              | Popowa                   |
| 6                   | Rumen Radew Румен Радев (ur. 1963)           |           | 22 stycznia 2017 | nadal            |                   | bezpartyjny       | Jotowa                   |